# Chris Sandiford
Christopher Sandiford (Montreal, Quebec, Canadá, 5 de agosto de 1987) es un actor y comediante canadiense. Se dio a conocer popularmente en el videojuego de The Dark Pictures: Man of Medan en el papel del joven Brad.

## Vida y carrera
Chris Sandiford, se ha dedicado desde sus inicios a la interpretación y la comedia. Nacido en Montreal (Quebec), se matriculó en la Mel Hoppenheim School of Cinema en la Concordia University con especialización en producción cinematográfica. Gran parte de su niñez la vivió en Kingston (Ontario), donde asistió a la Frontenac Secondary School para su posterior educación. Chris es una de las mitades del dúo cómico llamado "Ladies & Gentlemen".
Como personaje altamente motivado, Sandiford también se caracteriza por ser escritor y editor de contenido de vídeo original. Puede generar gráficos de títulos en movimiento. Como asistente de uno de los principales directores de casting en Canadá (X-Men: Días del Futuro Pasado, Asalto al Poder, 19-2), Chris ejerció en varios ámbitos de la tarea de asistencia de cástines (leyendo guiones para poder escribir los desgloses de los diferentes personajes e informar sobre todos ellos, por ejemplo). Las revisiones a medida que entran nuevos borradores son primordiales en el proceso de fundición y requieren un alto nivel de atención a los detalles, y Chris, se ocupa de todo ello. También se ocupa de la interpretación, organización y catalogación de audiciones autograbadas entrantes.
Sandiford es popularmente conocido gracias al primer capítulo de la antología y videojuego de terror The Dark Pictures: Man of Medan (2019) Él se encargó de darle voz y captura de movimiento a uno de los cinco personajes principales: al carismático, tímido y cerebrito del grupo, Bradley. Compartió set con actores como Kareem Alleyne (su hermano ficticio), con quien ya había trabajado anteriormente en películas y series televisivas como Durmiendo con su enemigo (2015), 19-2 (2016), Fear the Walking Dead Survival (2017) entre otras, y con el conocido actor de cine Shawn Ashmore, que alabó y se identificó muchísimo con el personaje de Chris, ya que le parecía una persona "inexperta" que descubría nuevas cosas a cada instante.

## Filmografía
| Cine        | Cine                              | Cine                           | Cine                       |
| Año         | Título                            | Personaje                      | Notas                      |
| ----------- | --------------------------------- | ------------------------------ | -------------------------- |
| 2016        | Count to Ten and Blow             | Terry                          | Cortometraje               |
| 2017        | Fear the Walking Dead Survival    | Ciudadano enjaulado            | Cortometraje               |
| 2017        | Peach Gum                         | Chris                          | Cortometraje               |
| 2019        | Alaska                            | Sandiford                      | Cortometraje               |
| Televisión  |                                   |                                |                            |
| Año         | Título                            | Personaje                      | Notas                      |
| 2015        | Durmiendo con su enemigo          | Bani                           |                            |
| 2015        | Patriota                          | Periodista #1                  | Rol secundario             |
| 2015        | This Life                         | Russ Quinn                     |                            |
| 2016        | 19-2                              | Espectador                     | Rol secundario             |
| 2017        | Skal                              | Steve                          |                            |
| 2017        | Fubar and age of computer         | Anfitrión de "Mañanas Calgary" | Rol secundario             |
| 2017        | There is Something in Slough Lake | JP                             |                            |
| 2018        | The Beaverton                     | Marcus                         |                            |
| 2018        | Zoe                               | Profesor de Laboratorio #2     | Rol secundario             |
| 2018        | Mayday                            | Controlador de Tráfico Aéreo   | Rol secundario             |
| 2018        | Jack Ryan                         | Enfermero                      | Rol secundario             |
| 2019        | Cavendish                         | Dr. Green                      |                            |
| 2019        | Bajillionaires                    | Samuel                         |                            |
| 2019        | Hudson & Rex                      | Tyler Holden                   |                            |
| Videojuegos |                                   |                                |                            |
| Año         | Nombre                            | Personaje                      | Notas                      |
| 2019        | The Dark Pictures: Man of Medan   | Bradley "Brad" Smith           | Voz/Captura de movimientos |